# Jambewangi (Secang)
Jambewangi is een bestuurslaag in het regentschap Magelang van de provincie Midden-Java, Indonesië. Jambewangi telt 6523 inwoners (volkstelling 2010).